# Tetraneura
Tetraneura är ett släkte av insekter som beskrevs av Hartig 1841. Enligt Catalogue of Life ingår Tetraneura i familjen långrörsbladlöss, men enligt Dyntaxa är tillhörigheten istället familjen pungbladlöss.

## Bildgalleri

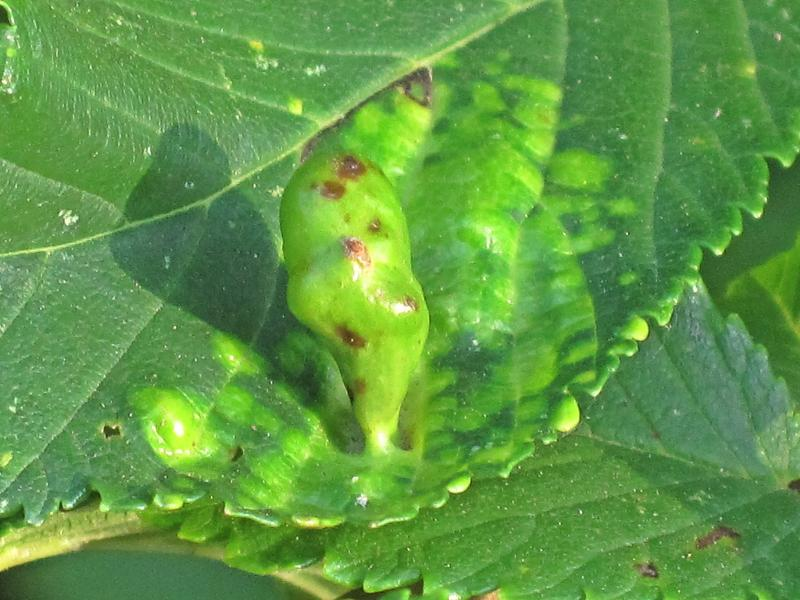
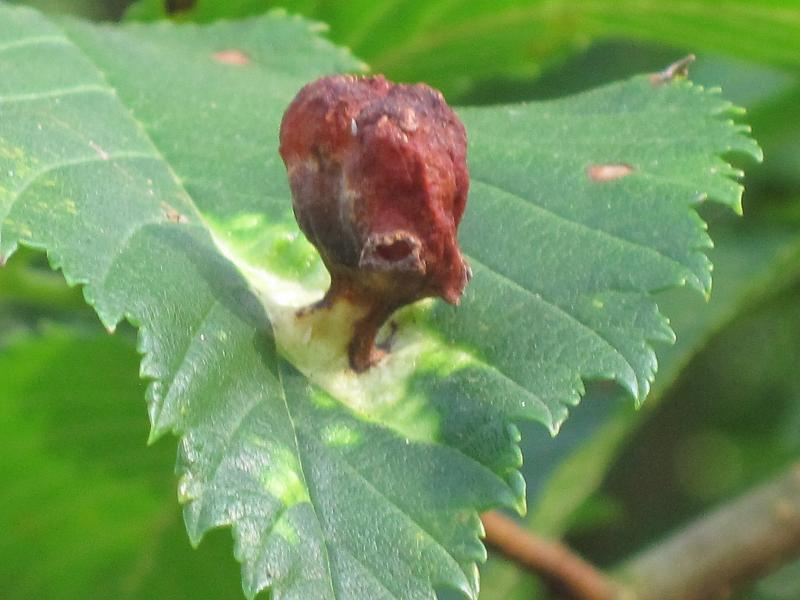
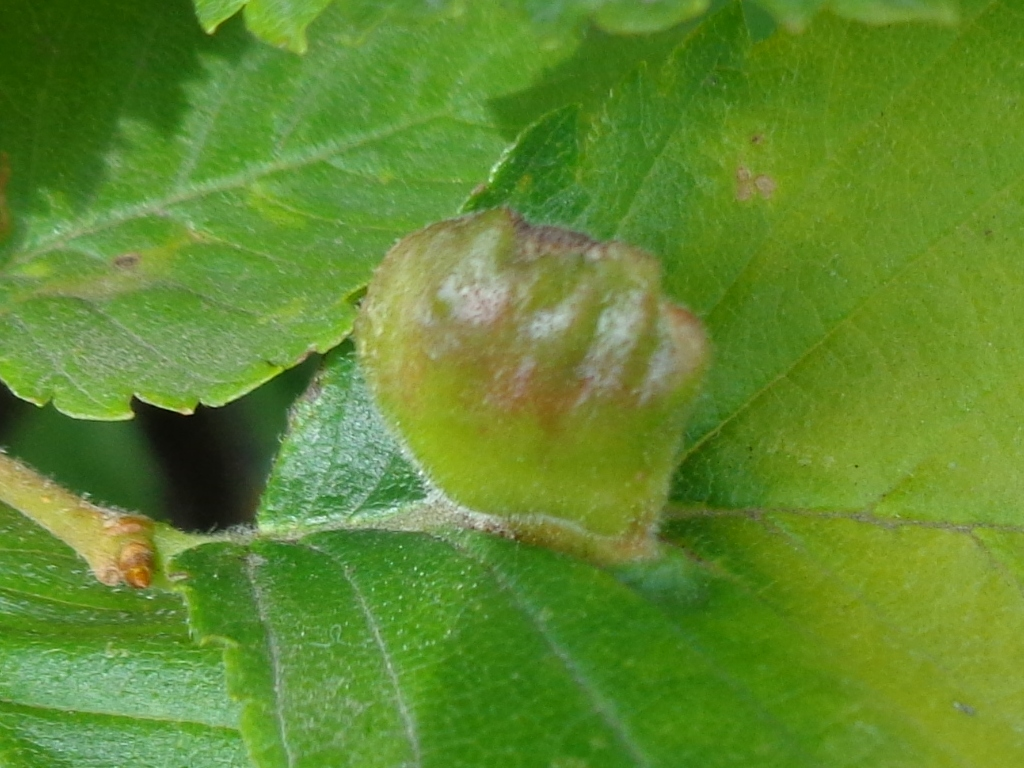
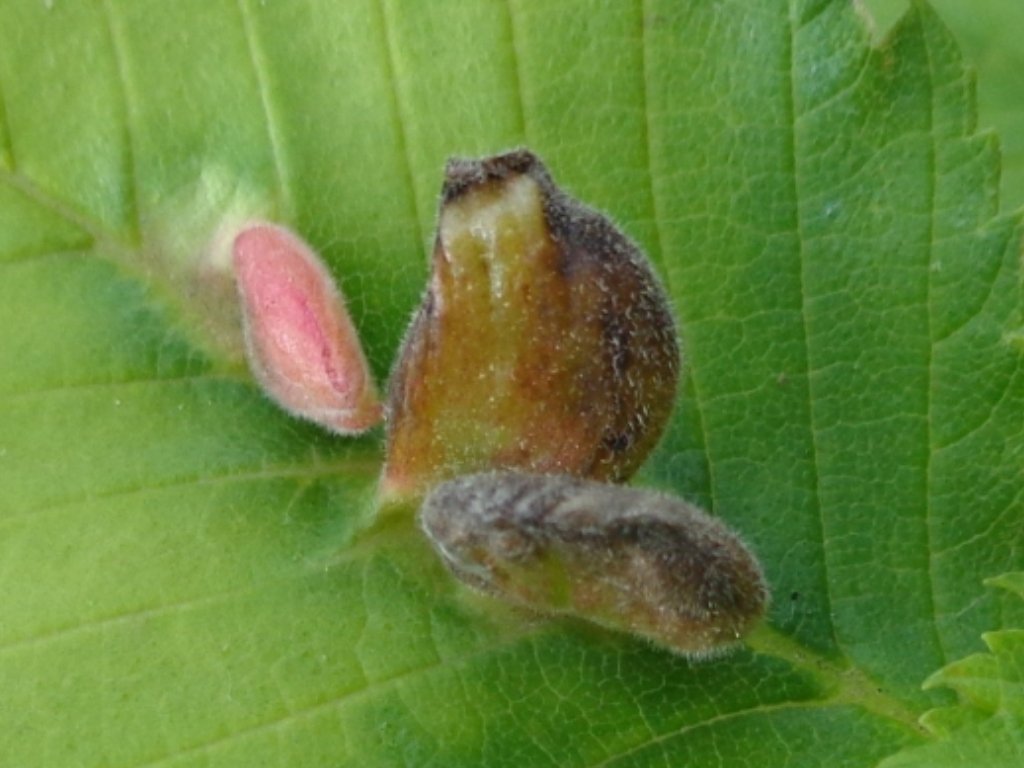
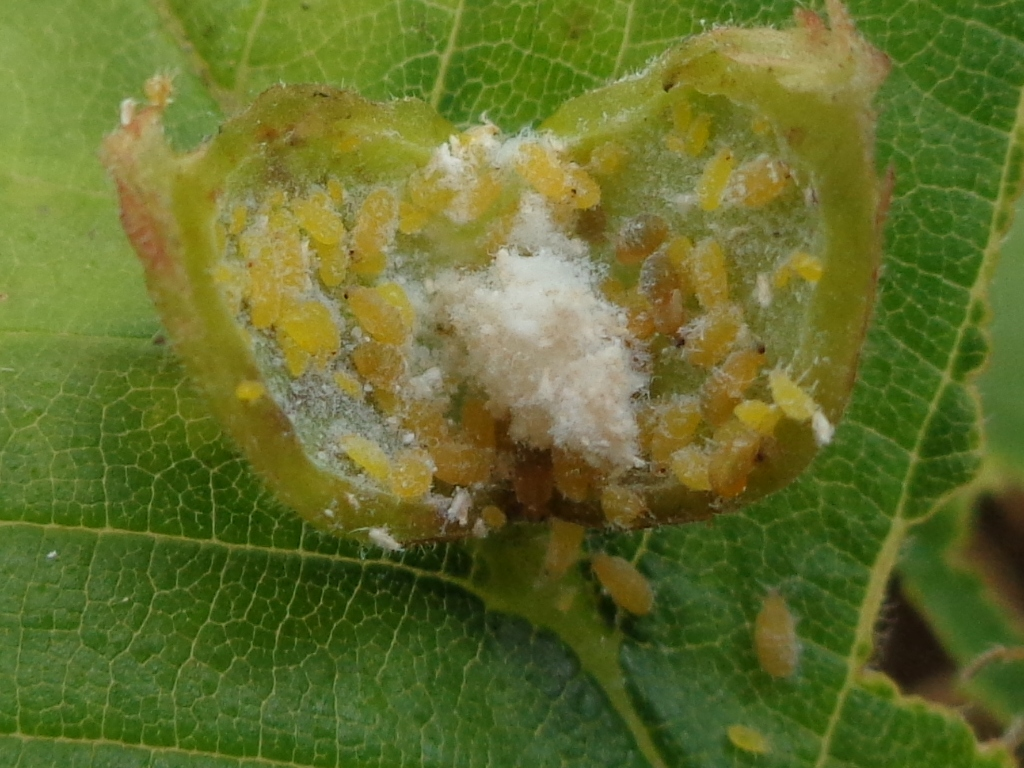

## Dottertaxa tillTetraneura, i alfabetisk ordning[1][2]
- Tetraneura aequiunguis
- Tetraneura africana
- Tetraneura agnesii
- Tetraneura akinire
- Tetraneura asymmachia
- Tetraneura basui
- Tetraneura brachytricha
- Tetraneura caerulescens
- Tetraneura capitata
- Tetraneura changaica
- Tetraneura chinensis
- Tetraneura chui
- Tetraneura fusiformis
- Tetraneura indica
- Tetraneura iriensis
- Tetraneura javensis
- Tetraneura kalimpongensis
- Tetraneura lambersi
- Tetraneura longisetosa
- Tetraneura multisetosa
- Tetraneura nigriabdominalis
- Tetraneura paiki
- Tetraneura persicina
- Tetraneura polychaeta
- Tetraneura pumilae
- Tetraneura radicicola
- Tetraneura reticulata
- Tetraneura sikkimensis
- Tetraneura sorini
- Tetraneura triangula
- Tetraneura ulmi
- Tetraneura ulmoides
- Tetraneura utpali
- Tetraneura yezoensis